# Kianida-Riff
Das Kianida-Riff (bulgarisch риф Кианида rif Kianida) ist ein in ost-westlicher Ausrichtung 350 m langes, maximal 140 m breites und 4 Hektar großes Riff im Archipel der Südlichen Shetlandinseln. Es liegt 440 m südwestlich des Radev Point, 1,65 km westsüdwestlich von Astor Island und 3,5 km nordnordwestlich des Devils Point der Livingston-Insel in der Osogovo Bay vor dem südöstlichen Ausläufer von Rugged Island.
Die bulgarische Kommission für Antarktische Geographische Namen benannte es 2020 nach der Phantominsel Kianida (Synonym Cianeis) vor der bulgarischen Schwarzmeerküste, die auf einer Karte des Kosmografen Donnus Nicolaus Germanus aus dem Jahr 1467 verzeichnet ist.